# جسیکا کلیمکیت

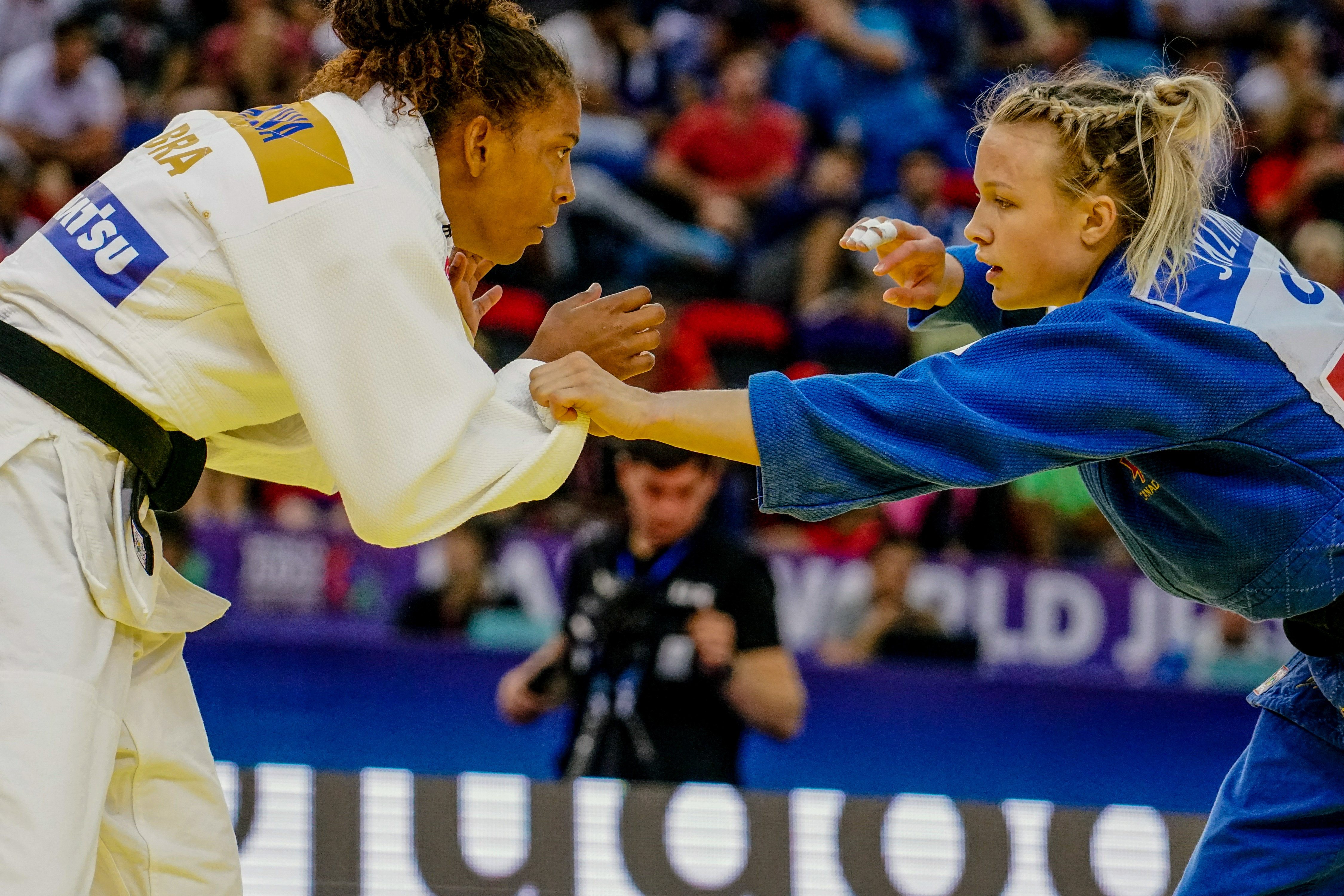
جسیکا کلیمکیت (راست) - ۲۰۱۸

جسیکا کلیمکیت (انگلیسی: Jessica Klimkait؛ زادهٔ ۳۱ دسامبر ۱۹۹۶) ورزشکار جودو اهل کانادا است.
او در مسابقات کشوری و بین‌المللی در مجموع برندهٔ ۲ مدال طلا، ۱ مدال برنز شده‌است.